# Un vaso de whisky
Un vaso de whisky es una película española de 1958 dirigida por Julio Coll.

## Sinopsis
Víctor es un apuesto muchacho, escéptico y amante de los placeres de la vida. No tiene oficio ni beneficio y vive de las mujeres sin darse cuenta de que su conducta desencadena dramas y decepciones, dolor y desesperanza. Pero su comportamiento tiene también un origen en la desventura.
Julio Coll trata de mostrar como el hacer un mal puede influir en otras personas, encadenando una serie sin fin de maldades y sufrimientos.

## Reparto
| Intérprete              | Personaje                |
| ----------------------- | ------------------------ |
| Rossana Podestà         | María                    |
| Arturo Fernández        | Víctor                   |
| Carlos Larrañaga        | Carlos Aranda            |
| Yelena Samarina         | Laura                    |
| Carlos Mendy            | Raúl Chaco               |
| Armando Moreno          | Pedro                    |
| Jorge Rigaud            | Inspector de policía     |
| Maruja Bustos           | Dora                     |
| Manuel Cano             | Luis                     |
| Gisia Paradís           | Rosa                     |
| Milo Quesada            | Rafael                   |
| María Amparo Soto       |                          |
| Salvador Muñoz          | Profesor                 |
| María Teresa Bey        |                          |
| Juan Aymerich           |                          |
| Camino Delgado          |                          |
| Juan Torres             | Ayudante de Raúl         |
| Antonia Castelló        |                          |
| José de la Osa          |                          |
| Lynn Endersson          | Francesa                 |
| José Subirana           |                          |
| Maria Rosa Flotats      |                          |
| José María Cases        |                          |
| José Solá               |                          |
| Marta Flores            | Extranjera               |
| Alejo del Peral         | Cliente del club         |
| José Sustrana           |                          |
| Miguel Ángel Valdivieso | Voz comentarista combate |